# Fallout 76
Fallout 76 — багатокористувацька рольова відеогра, розроблена Bethesda Game Studios і видана Bethesda Softworks. Це дев'ята гра в серії Fallout. Є приквелом для всієї серії. Вийшла на Microsoft Windows, PlayStation 4 і Xbox One 14 листопада 2018 року.

## Ігровий процес

### Основи
На відміну від інших ігор серії, Fallout 76 — цілком онлайнова багатокористувацька гра. На початку гравець створює свого персонажа, обираючи стать, риси зовнішності та ім'я. Після цього він отримує портативний комп'ютер Pip-Boy, що надалі забезпечує доступ до карти місцевості, огляд завдань, інвентаря, розвиток персонажа. Налаштувавши характеристики за системою S.P.E.C.I.A.L., персонаж виходить з Притулку в Пустку. Там він вільний відігрувати різні ролі, шукати собі пригоди, співпрацювати з іншими гравцями, або ж конкурувати з ними. Одночасно на території може знаходитися до 24-х гравців. Подорожуючи Пусткою, поділеною на кілька регіонів, гравець знаходить роботів, які вціліли після війни, та персонажів різних фракцій, які дають завдання і вказівки (в оригінальній версії гри були наявні тільки роботи без можливості вести діалоги). За виконання завдань чи знищення ворогів він отримує досвід, який збільшує його рівень розвитку, різноманітні трофеї та рецепти виготовлення корисних речей. Валютою слугують традиційні для серії Fallout пляшкові кришечки.
Кожній характеристиці S.P.E.C.I.A.L. відповідає картка, що вдосконалює відповідні можливості чи відкриває нові. Картки видаються випадковим чином при підвищенні рівня розвитку персонажа, але гравцям дозволено обмінюватись ними. Картка має рівень якості й загальна кількість рівнів не повинна перевищувати рівень поточної характеристики S.P.E.C.I.A.L. Щоб підвищити якість картки, необхідно володіти її дублікатом.
З допомогою пристрою C.A.M.P. можливо заснувати табір, в якому отримується притулок та виробляються корисні речі: їжу, одяг, зброю, набої, меблі тощо. Виробництво вимагає збору в Пустці ресурсів, або гравець може торгувати з іншими гравцями. Місцями трапляються залишені різними фракціями ресурси та верстаки для майстрування. Такі речі як їжа з часом псуються, споживаючи їх, персонаж втрачає здоров'я або отримує певні штрафи. Також зношується зброя, втрачаючи ефективність.
Переміщення територією переважно здійснюється пішки, але в уже відвідані раніше місця можливо перенестися миттєво. Бої відбуваються за системою V.A.T.S., адаптованою для онлайн гри — у ній немає сповільнення часу, приціл автоматично наводиться на різні частини тіла ворога. На місцевості розташовані довоєнні ракетні шахти, отримавши доступ до яких гравець може завдати ядерного удару по позиціях противників.

### PvP система
У гравців є можливість викликати один одного на поєдинок (PvP), вистріливши в суперника із власної зброї (завдається невелика шкода). Гравець, якого викликали на поєдинок, має вибір: вистрілити у відповідь (розпочнеться повноцінний поєдинок, з повним потенціалом зброї) чи просто ігнорувати суперника (персонаж все одно може загинути від мізерних атак суперника, після чого останній стає розшукуваним вбивцею, який буде помічатися на мапі для всіх гравців червоним кольором, а за його вбивство буде назначатися винагорода). Після закінчення бою переможець отримує винагороду, а гравець, що програв, матиме можливість викликати супротивника на реванш, отримавши потім при перемозі більшу винагороду. При загибелі в PvP, персонаж втрачає лише речі знайдені протягом подорожей, якщо супротивник не забере речі гравця, — буде можливість повернути їх назад, підібравши після загибелі. Броня та зброя, навіть після смерті персонажа, будуть зберігатися в інвентарі. Аби не втратити деякі речі, гравець завжди може заховати їх в тайниках, розміщених по всій ігровій мапі.
Для того, щоб дати гравцям час на вивчення та дослідження усіх можливостей системи PvP у Fallout 76, ця механіка доступна лише для гравців, які досягли п'ятого рівня розвитку персонажа.

## Системні вимоги
- Мінімальні: Операційна система: Windows 7/8.1/10 (64-bit); Процесор: Intel Core i5-6600k 3.5 GHz/AMD Ryzen 3 1300X 3.5 GHz чи аналогічний; Оперативна пам'ять: 8 ГБ RAM; Жорсткий диск: 60 ГБ вільного місця на HDD; Відеокарта: NVIDIA GTX 780 3GB /AMD Radeon R9 285 2GB чи аналогічна.
- Рекомендовані: Операційна система: Windows 7/8.1/10 (64-bit); Процесор: Intel Core i7-4790 3.6 GHz /AMD Ryzen 5 1500X 3.5 GHz; Оперативна пам'ять: 8 ГБ RAM; Жорсткий диск: 60 ГБ вільного місця на HDD; Відеокарта: NVIDIA GTX 970 4GB /AMD R9 290X 4GB чи аналогічна[7].

## Сюжет
Хронологічно Fallout 76 — це приквел до попередніх ігор серії Fallout. Події відбуваються в альтернативній версії історії, в 2102 році, через двадцять п'ять років після ядерної війни 2077 року, що спустошила Землю. Персонаж гравця є жителем Притулку 76 (Vault 76), який було побудовано в Західній Вірджинії, щоб врятувати найвидатніші уми Америки. Він виходить з Притулку в «День Відновлення» задля здійснення плану з повторної колонізації пустки.
Нову Вірджинію населяють мутовані тварини і люди, але також існують кілька фракцій уцілілих жителів. Рятувальники складаються з медиків, поліції та пожежників, вони живуть у скруті, але володіють цінними навичками з виживання. Рейдери виживають за рахунок грабунку і мародерства. Братство сталі утворилося з уцілілих військових і збирає довоєнні технології, проте потерпає від мутантів. Анклав — залишок довоєнного уряду, котрий прагне повернути контроль над Пусткою. Вільні Штати — фракція сепаратистів, яка відкололася від США незадовго до війни і тримається осторонь решти людей. Крім того на території існують кілька дрібних фракцій на кшталт релігійних культів.
У Fallout 76 можна побачити реально існуючі пам'ятки, такі як Капітолій штату Західна Вірджинія, курорт Ґрінбраєр, коло Вудберна і міст Нью-Рівер-Гордж. У відеогрі також наявні (як мутанти) істоти з фольклору Західної Вірджинії (Людина-метелик, Флетвудський монстр).

## Розробка
Fallout 76 використовує модифіковану версію Bethesda Creation Engine, призначену для багатокористувацького геймплею. Роботи по модифікації рушія гри були виконані Bethesda Game Studios Austin. Модифікований рушій також дозволив команді розробників включити нові моделі освітлення, процеси рендерингу і точніше відображення місцевості. Це дозволило команді розробників створити світ з шістнадцятьма різними деталями, ніж це було можливо з попередніми версіями Creation Engine. Гра також включає в себе динамічну систему погоди, яка має локалізовані кліматичні умови і великі відстані огляду, що означає, що ці погодні явища можуть спостерігатися гравцем здалеку.

## Реліз
Гру було анонсовано 30 травня 2018 року; анонсу передував 24-годинний прямий ефір на Twitch, в якому демонструвалася іграшка Vault Boy перед монітором з екраном тестового шаблону «Please Stand By», образ підпису серії. Стрим переглянули більше двох мільйонів чоловік.
Детальна інформація про гру була оголошена Тодом Говардом під час прес-конференції Bethesda на Electronic Entertainment Expo 10 червня 2018 року, включаючи дату виходу 14 листопада 2018 року. Оскільки це перший досвід Bethesda Game Studio з повністю онлайновою грою, Говард підтвердив що буде відкрита бета-фаза тестування, починаючи з 23 жовтня 2018 року для Xbox One, та з 30 жовтня 2018 року для PlayStation 4 і ПК.
У лютому 2020 року компанія повідомила, що випустить відеогру в Steam 7 квітня 2020-го разом із виходом великого оновлення Wastelanders, яке має додати нову основну сюжетну лінію, нових ворогів і локації, а також введе систему репутації.
Wastelanders було видано 14 квітня 2020 року. В ньому додалися неігрові персонажі, з якими можна вести діалоги, як у Fallout 3. Декотрих із них можна зробити напарниками та отримувати від них додаткові завдання. Частину локацій було оновлено та розширено новими місцевостями, де зустрічаються нові вороги та фракції, можна знайти нову зброю та отримати доступ до щоденних заходів. Частина зброї та спорядження стає доступна тільки тоді, коли персонаж здобуває високу репутацію в тієї чи іншої фракції.

## Оцінки й відгуки
| Агрегатор  | Оцінка                                     |
| ---------- | ------------------------------------------ |
| Metacritic | 55/100 (ПК) 48/100 (Xbox One) 50/100 (PS4) |

| Видання        | Оцінка |
| -------------- | ------ |
| Game Informer  | 6/10   |
| GameSpot       | 4/10   |
| GamesRadar+    | [ 20 ] |
| IGN            | 5/10   |
| PC Gamer (США) | 60/100 |
| USgamer        | [ 23 ] |
| VideoGamer.com | 4/10   |

У відповідь на оголошення про те, що в грі буде тільки багатокористувацький режим, була створена петиція прихильниками серії, щоб до гри додали однокористувацький режим. Протягом вже першого дня петицію підписали тисячі людей.
Після оголошення місця дії Fallout 76, в Західній Вірджинії зріс інтерес до туризму. Вебсайт «West Virginia Explorer» повідомив про збільшення в п'ятнадцять разів відвідувачів сайту, днями після анонсу, в той час як керівництво парку розваг Camden Park повідомило, що збільшилася кількість людей, охочих придбати паркові товари.
Тизер, показаний на виставці Electronic Entertainment Expo, мав кавер-версію пісні Джона Денвера «Take Me Home, Country Roads». Шанувальники серії висловили інтерес до пісні, спонукавши Bethesda оголосити про плани випустити пісню на цифрових носіях, при цьому всі кошти від неї будуть передані Habitat for Humanity, гарантуючи мінімальне пожертвування в розмірі 100 000 доларів США.
Після виходу Fallout 76 зазнала обширної критики, здобувши середню оцінку на агрегаторі Metacritic 55 зі 100 для ПК, 48/100 для Xbox One і 50/100 для PS4. Критиками відзначалися відсутність у грі мотивації до дій, втомливий ігровий процес, численні помилки та слабка взаємодія між гравцями. Також вказувалися суперечності з історією попередніх ігор. Наприклад, Братства сталі, згідно раніших відомостей, не існувало в 2102 році.
IGN гру було розкритиковано за численні програмні помилки, абсурдні обмеження, слабкий ШІ ворогів, нераціональний інтерфейс та хитку реалізацію командної роботи гравців. У підсумку Fallout 76 було оцінено в 5 балів з 10 з вердиктом: «Намагаючись зробити все, Fallout 76 не робить належним чином нічого, щоб бути особливою. Її мультиплеєрне середовище позбавлене всіх пошуків моральних рішень, що робили серію чудовою, і все, що залишається, — це забаґований безлад системного проєкту, частини якого, здається, ніколи не працюють злагоджено і регулярно суперечать самі собі».
GameSpot зауважив брак неігрових персонажів, примітивність квестів, слабка бойова механіка й численні помилки. Єдиним цілком вдалим аспектом гри було визначено її сетинг з різноманітними територіями навколо Апалачів.
Game Informer вказали на застарілу графіку, низьку якість анімації, та помилки, що псують загалом хороше враження від світу гри та боїв за переробленою системою V.A.T.S. Саундтрек було названо одним з найкращих у серії.
Журнал «Мир фантастики» описав одну з головних проблем Fallout 76: «Fallout завжди був цінний гнітючою і одночасно меланхолійною тривогою, яку ти відчував, досліджуючи постапокаліптичний світ, а також іронічним і стильним ретрофутуризмом. У ньому вистачало гумору, але це був чорний гумор, який підкреслював жахи світу, а не перетворював його в місце, де хочеться жити. Ядерна війна, урядові експерименти і мутації були страшними силами хаосу, які гравець долав, знаходячи в безвиході символи нового життя і людяності».
Також нарікання викликало невиконання Bethesda обіцянки прислати за попереднє замовлення гри сувеніри та сумку з символікою Fallout 76. Сумку було виготовлено з дешевої плащової тканини, а не брезенту, як було анонсовано. В свою чергу, компенсація за це у вигляді внутрішньої ігрової валюти, отримала засудження з боку гравців.